# Il romanzo di un Pierrot (film 1909)
Il romanzo di un Pierrot, noto anche come Pierrot innamorato, è un cortometraggio muto del 1909 diretto da Mario Caserini.

## Produzione
La Alberini & Santoni aveva prodotto nel 1906 un primo film omonimo come adattamento della pantomima L'Histoire d’un Pierrot (1893) di Fernand Beissier e Mario Costa, la quale era stata rappresentata con successo nei teatri di Roma. Il film non venne però mai distribuito per non dover pagare gli ingenti diritti d'autore richiesti. Nel 1909 ne venne prodotto uno nuovo con lo stesso titolo, noto anche come Pierrot innamorato, basato su un soggetto simile, che ebbe molto successo.

## Distribuzione
- Francia: ottobre 1909, come "Pauvre mère"
- Germania: come "Roman eines Pierrots"
- Regno Unito: luglio 1909, come "The Romance of a Pierrot"
- USA: 2 ottobre 1909, come "Romance of a Pierrot"